# Hybomitra kansui
Hybomitra kansui är en tvåvingeart som beskrevs av Philip 1979. Hybomitra kansui ingår i släktet Hybomitra och familjen bromsar. Inga underarter finns listade i Catalogue of Life.